# جون دبليو. باول
جون دبليو. باول (بالإنجليزية: John W. Powell)‏ هو صحفي أمريكي، ولد في 3 يوليو 1919، وتوفي في 15 ديسمبر 2008.